# Jánovce (Prešov)
|  | No s'ha de confondre amb Jánovce (Trnava). |

Jánovce és un poble i municipi d'Eslovàquia. Es troba a la regió de Prešov, al nord del país.

## Història
La primera referència escrita de la vila data del 1312.

## Demografia
| Godina             | 1994 | 2004    | 2014    | 2024    |
| ------------------ | ---- | ------- | ------- | ------- |
| Nombre de persones | 996  | 1176    | 1593    | 1773    |
| Diferència         |      | +18,07% | +35,45% | +11,29% |

| Godina             | 2023 | 2024   |
| ------------------ | ---- | ------ |
| Nombre de persones | 1738 | 1773   |
| Diferència         |      | +2,01% |